# Saint Lawrence Seaway

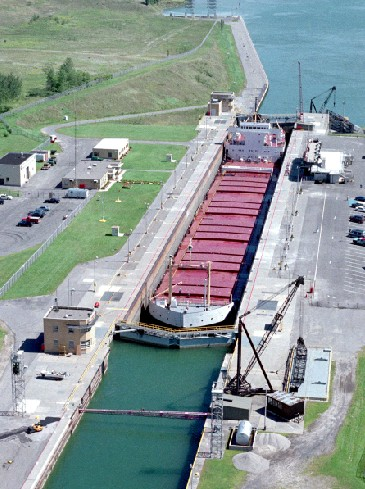
Le chiuse di Eisenhower a Massena stato di New York.

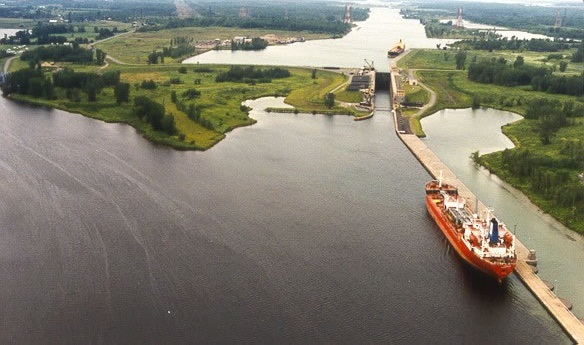
La Saint Lawrence Seaway

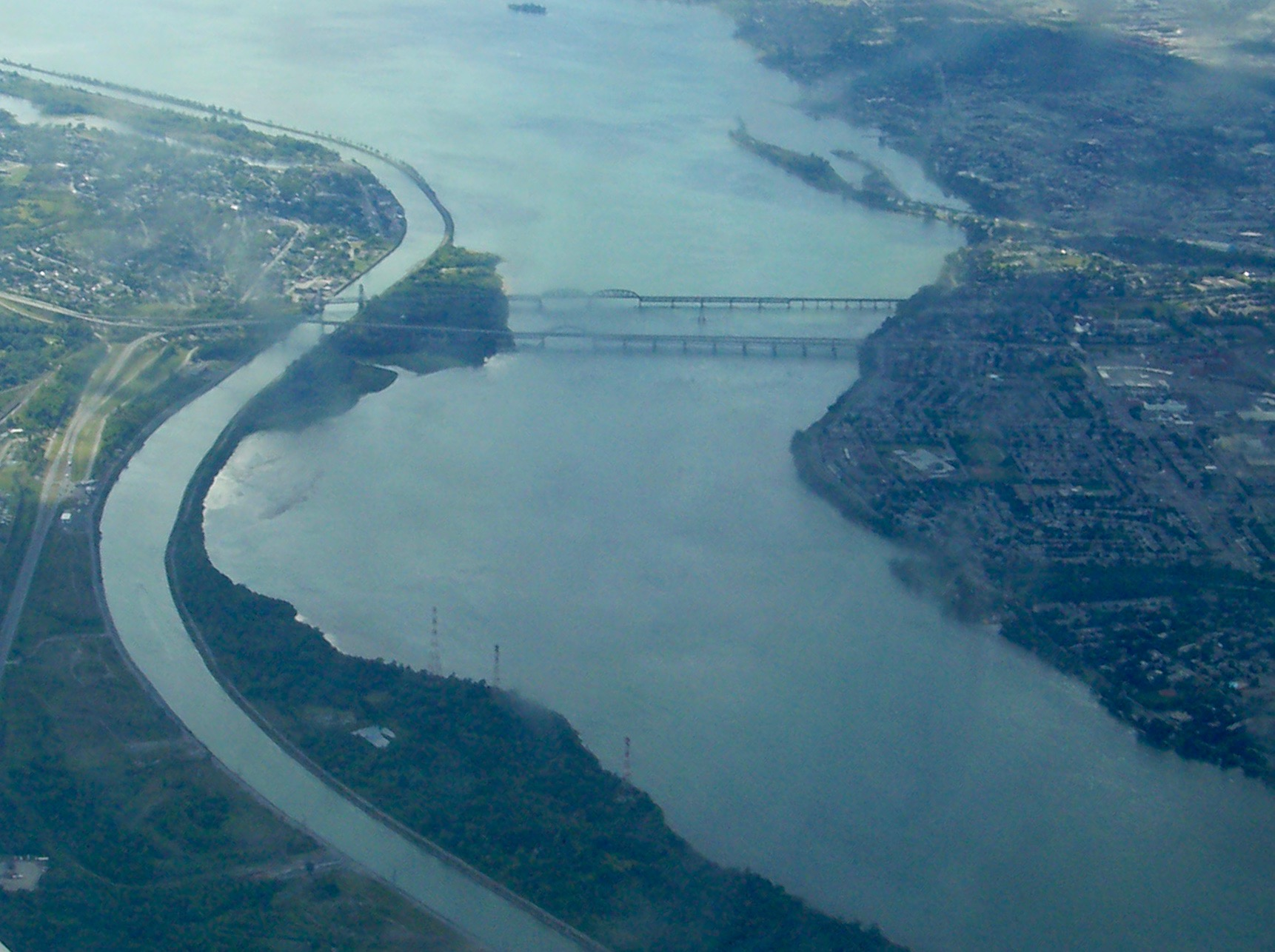
Saint Lawrence Seaway, il canale di navigazione separato a Montréal.

La Saint Lawrence Seaway (via marittima San Lorenzo) è un sistema di chiuse e canali, in Canada e negli Stati Uniti, che consente alle navi oceaniche di navigare dall'Oceano Atlantico ai Grandi Laghi del Nord America, fino all'entroterra a Duluth, in Minnesota, all'estremità occidentale del Lago Superiore. La via marittima prende il nome dal fiume San Lorenzo, che scorre dal lago Ontario all'Oceano Atlantico. Legalmente, la via marittima si estende da Montréal, Quebec, al Lago Erie e comprende il Canale di Welland.
La parte del fiume San Lorenzo della via marittima non è un canale continuo; piuttosto, è costituita da diversi tratti di canali navigabili all'interno del fiume, una serie di chiuse e canali lungo le rive del fiume San Lorenzo per aggirare numerose rapide e dighe. Un certo numero di chiuse è gestito dalla St. Lawrence Seaway Management Corporation in Canada, e altri negli Stati Uniti dalla Saint Lawrence Seaway Development Corporation; i due enti insieme pubblicizzano la via marittima come parte della "Highway H2 O". La sezione del fiume da Montréal all'Atlantico è sotto la giurisdizione canadese, regolata dagli uffici di Transport Canada nel porto del Quebec.

## Storia
La Saint Lawrence Seaway è stata preceduta da molti altri canali. Nel 1871, le chiuse del San Lorenzo consentivano il transito delle navi lunghe 186 ft (57 m), larghe 44 ft 6 in (13,56 m) e con un pescaggio di 9 ft (2,7 m). Il primo canale di Welland, costruito tra il 1824 e il 1829, aveva una dimensione minima della chiusa di 110 ft (34 m) in lunghezza, 22 ft (6,7 m) in larghezza e 8 ft (2,4 m) di pescaggio, ma generalmente era troppo piccolo per consentire il passaggio di navi oceaniche più grandi. La dimensione minima della chiusa del Canale di Welland è stata aumentata a 150 ft (46 m) di lunghezza, 26,5 ft (8,1 m) di larghezza e 9 ft (2,7 m) di profondità per il Secondo Canale di Welland; a 270 ft (82 m)     di lunghezza, 45 ft (14 m) di larghezza e 14 ft (4,3 m) di profondità con il terzo canale di Welland; e al 766 ft (233 m) di lunghezza, 80 ft (24 m) di larghezza e 30 ft (9,1 m) di profondità per l'attuale (quarto) canale di Welland.
Le prime proposte per la realizzazione di un corso d'acqua profondo bi-nazionale completo lungo il San Lorenzo furono fatte negli anni '90 dell'Ottocento. Nei decenni successivi, gli sviluppatori proposero un progetto idroelettrico come inseparabile dal mare; i vari governi e sostenitori delle vie marittime ritenevano che l'acqua più profonda creata dal progetto idroelettrico fosse necessaria per rendere i canali marittimi navigabili dalle navi oceaniche. Le proposte di sviluppo degli Stati Uniti, fino alla prima guerra mondiale inclusa, incontrarono scarso interesse da parte del governo federale canadese. Ma i due governi nazionali sottoposero i piani del San Lorenzo a un gruppo di studio. All'inizio degli anni 1920, sia il Rapporto Wooten-Bowden che la Commissione congiunta internazionale raccomandarono il progetto.
Sebbene il primo ministro liberale William Lyon Mackenzie King fosse riluttante a procedere, in parte a causa dell'opposizione al progetto in Quebec, nel 1932 lui e il rappresentante degli Stati Uniti firmarono una dichiarazione di intenti. Questo trattato fu presentato al Senato degli Stati Uniti nel novembre 1932 e le discussioni continuarono fino a quando non ci fu una votazione il 14 marzo 1934. La maggioranza votò a favore del trattato, ma non riuscì ad ottenere i due terzi necessari per la ratifica. Tentativi successivi tra i governi, negli anni 1930, di forgiare un accordo vennero a mancare a causa dell'opposizione del governo dell'Ontario di Mitchell Hepburn e del governo del Quebec. Nel 1936, John C. Beukema, capo della Great Lakes Harbors Association e membro della Great Lakes Tidewater Commission, era presente in una delegazione di otto esponenti degli stati dei Grandi Laghi per incontrarsi alla Casa Bianca con il presidente degli Stati Uniti Franklin D. Roosevelt per ottenere il suo sostegno alla realizzazione della via di navigazione.
Beukema e i sostenitori della Saint Lawrence Seaway erano convinti che un collegamento nautico avrebbe portato allo sviluppo delle comunità e delle economie della regione dei Grandi Laghi consentendo il passaggio delle navi oceaniche. In questo periodo, le esportazioni di grano, insieme ad altre merci, verso l'Europa erano una parte importante dell'economia nazionale. I negoziati sul trattato ripresero nel 1938 e nel gennaio 1940 fu raggiunto un accordo sostanziale tra il Canada e gli Stati Uniti. Nel 1941, il presidente Roosevelt e il primo ministro Mackenzie King siglarono un accordo esecutivo per la costruzione delle opere idroelettriche e di navigazione congiunte, ma questo non ottenne il consenso del Congresso degli Stati Uniti. Le proposte per la navigazione furono accolte con resistenza; la principale opposizione proveniva dagli interessi che rappresentavano i porti sulle coste atlantiche e del Golfo e sulle vie navigabili interne e dalle associazioni ferroviarie. Le ferrovie trasportavano merci tra i porti costieri e le città dei Grandi Laghi.
Dopo il 1945, le proposte di introdurre pedaggi per la navigazione non furono sufficienti per ottenere il sostegno del progetto da parte del Congresso degli Stati Uniti. Diventando impaziente e con l'Ontario alla disperata ricerca di energia da generare con il sistema idroelettrico, il Canada iniziò a considerare di sviluppare il progetto da solo. Questo catturò l'immaginazione dei canadesi, generando un'ondata di nazionalismo intorno al San Lorenzo. Il 28 settembre 1951 il primo ministro canadese Louis St. Laurent avvertì il presidente degli Stati Uniti Harry S. Truman che il Canada non era disposto ad aspettare gli Stati Uniti e che avrebbe costruito una via d'acqua da solo; il 21 dicembre dello stesso anno il Parlamento canadese autorizzò la fondazione della Saint Lawrence Seaway Authority. Alimentata da questo sostegno, l'amministrazione del fiume San Lorenzo decise, tra il 1951 e il 1952, di costruire il solo corso d'acqua, in combinazione con la diga Moses-Saunders Power. Questa divenne responsabilità congiunta dell'Ontario e dello stato di New York: poiché una diga idroelettrica avrebbe cambiato i livelli dell'acqua e richiedeva una cooperazione bilaterale.
La Commissione mista internazionale approvò la costruzione in comune della diga nell'ottobre 1952. Il dibattito al Senato degli Stati Uniti sul disegno di legge iniziò il 12 gennaio 1953 e venne licenziato dal Comitato dei lavori pubblici della Camera dei rappresentanti il 22 febbraio 1954, ricevendo l'approvazione del Senato e della Camera entro il maggio 1954. La prima azione positiva per ampliare la via d'acqua fu presa il 13 maggio 1954, quando il presidente degli Stati Uniti Dwight D. Eisenhower firmò il Wiley-Dondero Seaway Act per autorizzare la costruzione congiunta e fondare la Saint Lawrence Seaway Development Corporation come autorità statunitense. La necessità di un trasporto a basso costo del minerale di ferro Quebec-Labrador fu uno degli argomenti che alla fine ruppero l'equilibrio a favore della via marittima. Le cerimonie ebbero luogo a Massena, New York, il 10 agosto 1954. Quell'anno John C. Beukema fu nominato da Eisenhower nel comitato consultivo di cinque membri della St. Lawrence Seaway.
Nel maggio 1957, il progetto Connecting Channels fu avviato dal Corpo degli ingegneri dell'esercito degli Stati Uniti. Nel 1959, Beukema era a bordo del cutter della Guardia Costiera statunitense, Maple, per il primo viaggio attraverso le chiuse degli Stati Uniti, che aprirono i Grandi Laghi alle navi oceaniche. Il 25 aprile 1959, navi oceaniche di grandi dimensioni e pescaggio profondo iniziarono a fluire verso il cuore del continente nordamericano attraverso la via marittima, un progetto sostenuto da ogni amministrazione da Woodrow Wilson a Eisenhower.
Negli Stati Uniti, il dottor NR Danelian (che era il direttore del rapporto Saint Lawrence Seaway Survey in 13 volumi del Dipartimento della Navigazione degli Stati Uniti (1932-1963)), lavorò con il Segretario di Stato americano su questioni canadesi-statunitensi riguardanti la via marittima, perseverando per 15 anni allo scopo di ottenere l'approvazione dal Congresso del Seaway Act. In seguito divenne presidente della Great Lakes St. Lawrence Association per promuovere lo sviluppo delle vie marittime a beneficio del cuore del continente nord americano. La via marittima venne fortemente promossa dall'amministrazione Eisenhower, preoccupata per la mancanza di controllo degli Stati Uniti.
La rotta venne inaugurata nel 1959 e costò 470 milioni di dollari, 336,2 dei quali pagati dal governo canadese. Elisabetta II, regina del Canada e il presidente americano Dwight D.Eisenhower aprirono formalmente la via d'acqua con una breve crociera a bordo dello yacht reale HMY Britannia dopo essersi rivolti alla folla a Saint-Lambert, nel Quebec. 22.000 lavoratori furono impiegati nel progetto, un'autostrada marittima lunga 3.700 chilometri per i mercantili oceanici. Il direttore del porto di Milwaukee, Harry C. Brockel, aveva previsto appena prima dell'apertura della Seaway, nel 1959, che "il St. Lawrence Seaway rappresenterà il più grande sviluppo singolo di questo secolo per i suoi effetti sulla futura crescita e prosperità di Milwaukee". Lester Olsen, presidente della Milwaukee Association of Commerce, dichiarò: "L'ampiezza e il potenziale della St. Lawrence Seaway e il progetto energetico stimolano l'immaginazione del mondo".
L'apertura della via marittima è spesso considerata come la causa di aver reso obsoleto il Canale Erie e di aver causato il grave declino economico di diverse città lungo il canale nello stato di New York. All'inizio del XX secolo, il Canale Erie era stato in gran parte soppiantato dalle ferrovie, che erano state costruite attraverso lo stato di New York e che potevano trasportare merci in modo più rapido ed economico. Il declino economico dello stato di New York venne accelerato da numerosi fattori, solo alcuni dei quali avevano a che fare con la Saint Lawrence Seaway.
Ai sensi del Canada Marine Act (1998), le porzioni canadesi della via marittima sono state istituite con una struttura aziendale senza scopo di lucro; questa legislazione ha anche introdotto modifiche ai porti federali.
La navigazione marittima e dei Grandi Laghi genera annualmente $ 3,4 miliardi di fatturato negli Stati Uniti. Nel 2002, le navi hanno trasportato 222 milioni di tonnellate di merci attraverso il mare. Le spedizioni oltremare, principalmente di acciaio in entrata e grano in uscita, hanno rappresentato 15,4 milioni di tonnellate, ovvero il 6,9%, del carico totale movimentato. Nel 2004, le esportazioni di cereali via mare rappresentavano circa il 3,6% delle spedizioni di cereali all'estero da parte degli Stati Uniti, secondo il Consiglio dei cereali degli Stati Uniti. In un anno tipico, le importazioni di acciaio via mare rappresentavano circa il 6% del totale annuale degli Stati Uniti. Il reddito da pedaggio ottenuto dalle navi oceaniche era circa il 25-30% del reddito complessivo. Il porto di Duluth spedì poco più di 2,5 milioni di tonnellate di grano, che era meno del quantitativo trasportato nel decennio precedente a quando la via marittima aprì il Lago Superiore alle navi d'alto mare nel 1959.
I cambiamenti internazionali hanno influito sulla navigazione marittima. L'Europa non è più un importante importatore di cereali; le grandi spedizioni di esportazione dagli Stati Uniti stanno ora andando in Sud America, Asia e Africa. Queste destinazioni rendono i porti del Golfo e della costa occidentale più critici per le esportazioni di grano nel XXI secolo. Riferendosi al progetto Seaway, un professore di economia in pensione, della Iowa State University, specializzato in questioni relative ai trasporti ha detto: "Probabilmente aveva senso, all'incirca nel momento in cui (la Seaway) è stata costruita e concepita, ma da allora tutto è cambiato".
Alcuni utenti delle vie marittime sono preoccupati per i bassi livelli delle acque dei Grandi Laghi che sono stati registrati dal 2010.

## Ecologia
Per creare un canale navigabile attraverso le rapide di Long Sault e per consentire la creazione di centrali idroelettriche immediatamente a monte della Cornovaglia d'Ontario, e Massena, New York, dietro una diga è stato creato il Lago di San Lorenzo. Ciò ha richiesto l'acquisizione, da parte del governo, di tutte le proprietà di sei villaggi e tre frazioni in Ontario; questi sono ora noti collettivamente come The Lost Villages. L'area è stata inondata il 1º luglio 1958, creando il lago. Ci fu anche un'inondazione sul lato del confine di New York e il villaggio di Louisville Landing fu sommerso.
Un notevole effetto negativo sull'ambiente, determinato dal funzionamento della via marittima, è stato determinato dall'introduzione di numerose specie invasive di animali acquatici nel bacino dei Grandi Laghi. La cozza zebra è stata più dannosa nei Grandi Laghi e attraverso la sua invasività nei fiumi, corsi d'acqua e strutture idriche cittadine.
La via marittima, insieme al fiume San Lorenzo che attraversa, offre anche opportunità per attività ricreative all'aperto, come nautica da diporto, campeggio, pesca e immersioni subacquee. Le specie invasive e i controlli artificiali del livello dell'acqua, imposti dal mare, hanno avuto un impatto negativo sulla pesca sportiva. Da notare, la Old Power House vicino alla Lock 23 (vicino a Morrisburg, Ontario) è diventata un sito attraente per i subacquei. L'edificio in pietra sommerso è stato ricoperto di cirripedi e ospita un'abbondanza di vita sottomarina.
La via marittima attraversa il fiume San Lorenzo, che fornisce una serie di relitti subacquei entro i limiti delle immersioni ricreative (meno di 130 ft (40 m)). La regione offre anche immersioni tecniche, su alcuni relitti a 240 ft (73 m). La temperatura dell'acqua può arrivare fino a 75 °F (24 °C) durante i mesi da metà a fine estate. I primi 10 ft (3 m) del lago Ontario sono riscaldati ed entrano nel fiume San Lorenzo, poiché il corpo idrico in rapido movimento non ha circolazione termoclinare.
Il 12 luglio 2010, la nave Richelieu (di proprietà della Canada Steamship Lines) si è arenata dopo aver perso potenza vicino alla chiusa della Côte-Sainte-Catherine. L'impatto con il fondo ha perforato un serbatoio del carburante, rovesciando circa 200   tonnellate di gasolio, che hanno coperto circa 500   m 2. La via d'acqua e la chiusa sono state bloccate per aiutare a contenere la fuoriuscita.